# Estomihi

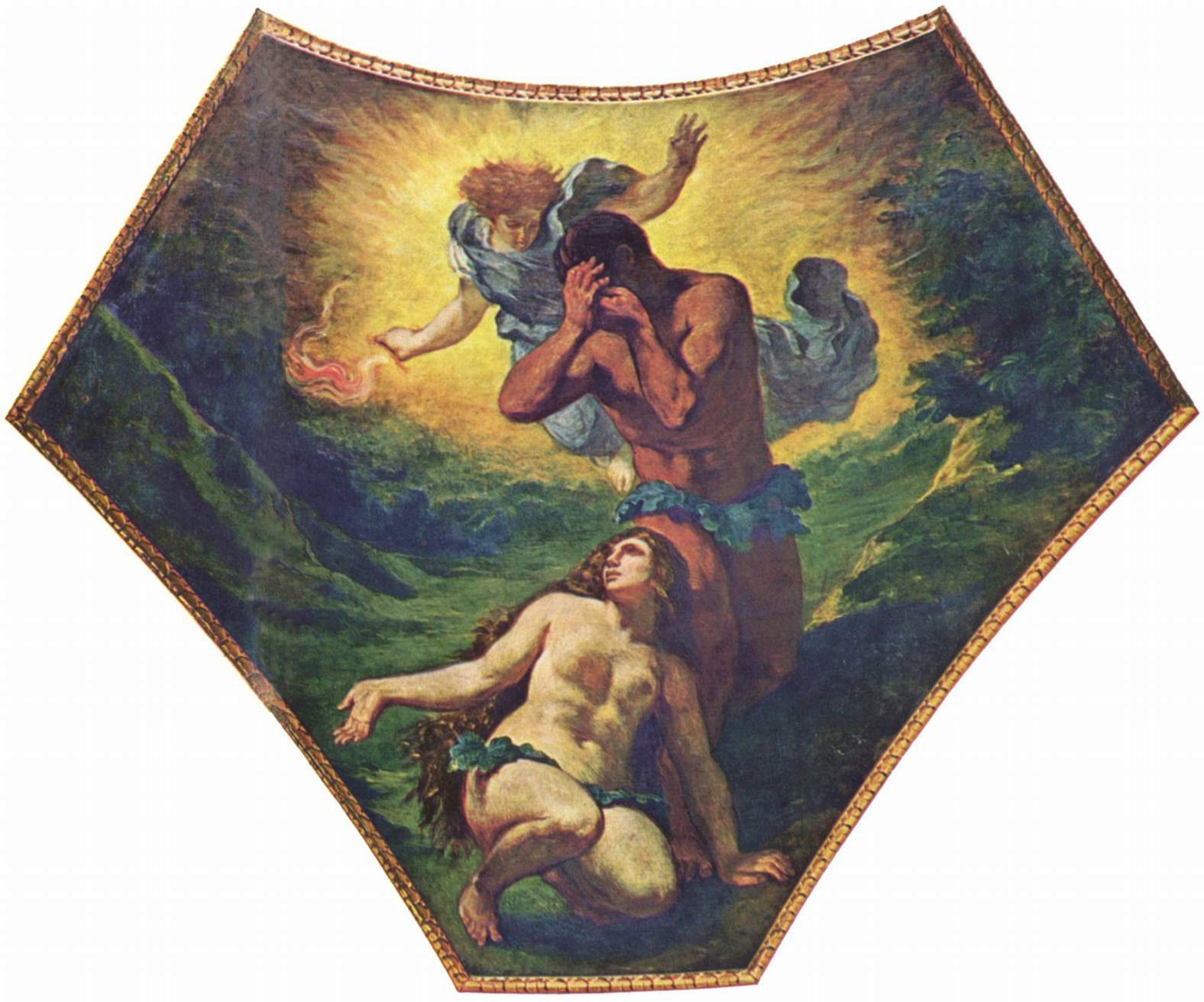
Palais Bourbon, Malerei in der Kuppel der Theologie, Szene- Adam und Eva

Jako Estomihi je v evangelických církvích označována neděle před Popeleční středou, tj. poslední neděle před započetím postní doby.
Žalm 31,3:
Esto mihi in Deum protectorem, et in locum refugii, ut salvum me facias

buď mi skálou záštitnou, buď opevněným domem pro mou spásu
V katolické církvi je tato neděle označována jako Quinquagesimae, což znamená 50 dní do Velikonoc. Je součástí tzv. předpostního neboli devítníkového období.
Této neděli přísluší zelená liturgická barva.